# Rejectaria panola
Rejectaria panola är en fjärilsart som beskrevs av William Schaus 1933. Rejectaria panola ingår i släktet Rejectaria och familjen nattflyn. Inga underarter finns listade.